# Nakel
Nakel (polnisch Nakło) ist ein Ort in der Gemeinde Tarnau im Powiat Opolski der Woiwodschaft Opole in Polen.

## Geographie

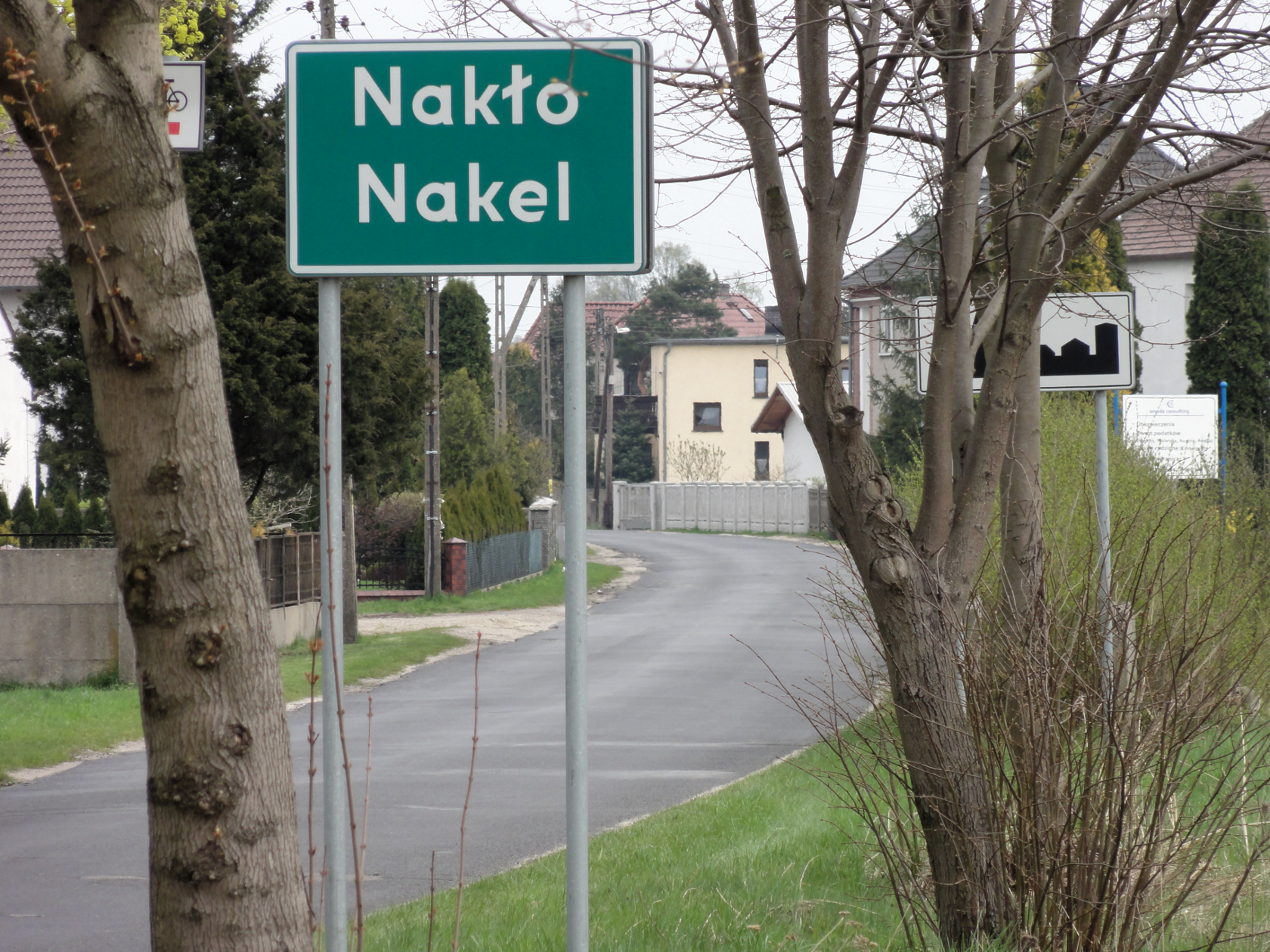
Zweisprachiges Ortsschild in Nakel

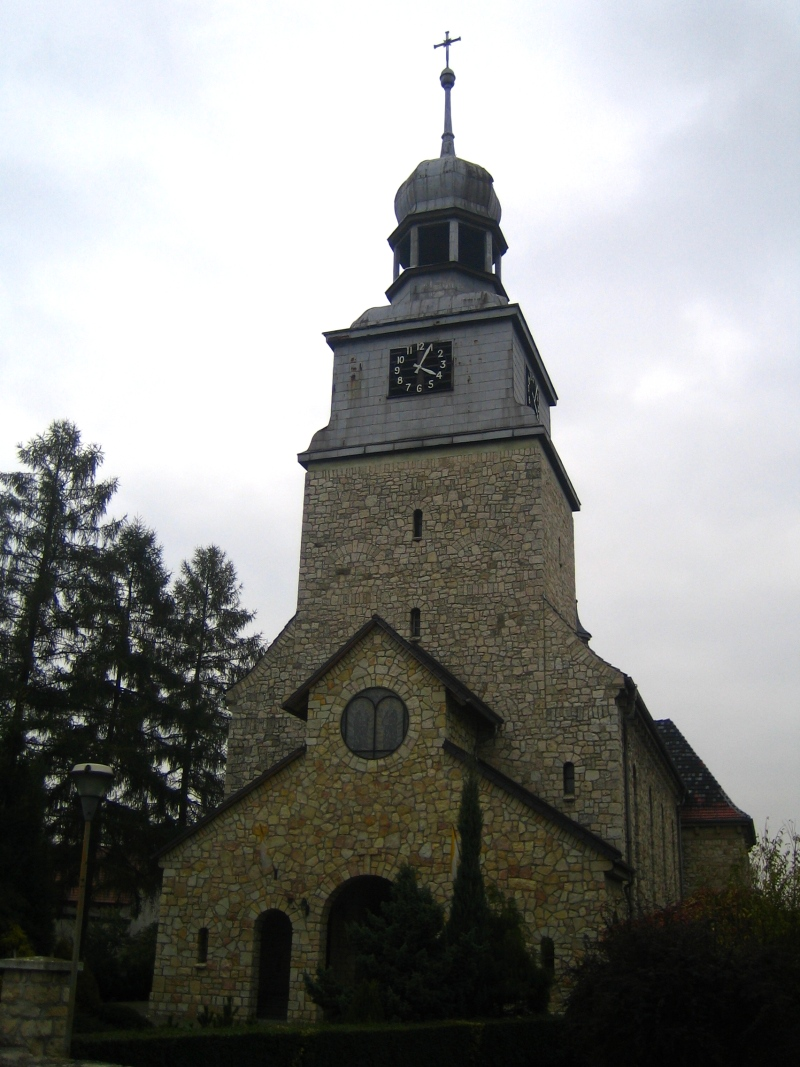
St.-Peter-und-Paul-Kirche

Das Angerdorf Nakel liegt zwei Kilometer östlich von Tarnau und 18 Kilometer südöstlich von Opole (Oppeln) in der Nizina Śląska (Schlesischen Tiefebene). Durch den Ort verläuft die Droga krajowa 94.
Nachbarorte von Nakel sind im Nordosten Raschowa (Raszowa), im Osten Stubendorf (Izbicko) und im Westen Tarnau (Tarnów Opolski).

## Geschichte
Nakel wurde 1297 erstmals urkundlich erwähnt.
Nach dem Ersten Schlesischen Krieg 1742 fiel Nakel mit dem größten Teil Schlesiens an Preußen. 1784 zählt das Dorf 14 Bauernhöfe, einige Häusler und 208 Einwohner.
Nach der Neugliederung der Provinz Schlesien gehörte die Landgemeinde Nakel ab 1816 zum Landkreis Oppeln, mit dem sie bis 1945 verbunden blieb. 1844 wurden 465 Einwohner gezählt, 1855 waren es 404 Einwohner. 1865 hatte der Ort 14 Bauern, sieben Häusler, 28 Angerhäuser, 18 Einlieger, zwei Mühlen und zwei Schmiede. 1874 wurde der Amtsbezirk Przywor gebildet, dem die Landgemeinden Konty, Kossorowitz, Kupferberg, Nakel, Przywor und Tarnau und der Gutsbezirk Grudschütz eingegliedert wurden. 1885 zählte der Ort 548 Einwohner. 1900 lag die Einwohnerzahl bei 580.
Bei der Volksabstimmung am 20. März 1921 stimmten 134 Wahlberechtigte für einen Verbleib bei Deutschland und 349 für Polen. Der Stimmkreis Oppeln hatte mehrheitlich für Deutschland votiert, weshalb Nakel beim Deutschen Reich verblieb. 1939 hatte Nakel 723 Einwohner.
Als Folge des Zweiten Weltkriegs fiel Nakel mit dem größten Teil Schlesiens unter polnische Verwaltung. Nachfolgend wurde es in Nakło umbenannt und der Woiwodschaft Schlesien eingegliedert. 1950 wurde es in die Woiwodschaft Opole umgergliedert. Seit 1999 gehört es zum Powiat Opolski.
Am 15. Februar 2007 wurde in der Gemeinde Nakło Deutsch als zweite Amtssprache eingeführt. Am 14. April 2008 erhielt der Ort den zusätzlichen amtlichen deutschen Ortsnamen Nakel.

## Sehenswürdigkeiten
- Die römisch-katholische St.-Peter-und-Paul-Kirche wurde zwischen 1938 und 1940 erbaut.[7]
- Denkmal für die Gefallenen beider Weltkriege
- Friedhofskapelle

## Vereine
- Deutscher Freundschaftskreis
- Fußballverein LZS Nakło
- Freiwillige Feuerwehr OSP Nakło

## Söhne und Töchter des Ortes
- Julius Ritter (1827 – nach 1898), Gutsbesitzer und Mitglied des Deutschen Reichstags
- Julius Schwalbe (1863–1930), Mediziner und Fachautor
- Martin Kallmann (1867–1911), deutscher Elektrotechniker und Stadtelektriker von Berlin
- Heinrich Olschowsky (* 1939), emeritierter deutscher Professor für Polonistik an der Humboldt-Universität zu Berlin
- Udo Mientus (1942–2020), deutscher Politiker (SPD), ehemaliger Abgeordneter im Niedersächsischen Landtag